# Der Pfarrer von Kirchfeld
Der Pfarrer von Kirchfeld (català El sacerdot de Kirchfeld) és una pel·lícula dramàtica d'Alemanya Occidental dirigida el 1955 per Hans Deppe i protagonitzada Ulla Jacobsson, Claus Holm i Annie Rosar. Es basa en l'obra Der Pfarrer von Kirchfeld del dramaturg austríac Ludwig Anzengruber. Va participar en el Festival Internacional de Cinema de Sant Sebastià 1955.

## Argument
Vinzenz Heller, el sacerdot de la vila de Kirchfeld, que és força apreciat a la vila, veu compromesa la seva reputació per la seva amistat amb la mare soltera Anna Birkmaler. Tot i que s'enamora d'ella, acaba descobrint que el seu compromís amb Déu és més fort. Finalment Anna es casa amb Michl Ambacher i el pare Heller és traslladat a una altra comunitat.

## Repartiment
- Ulla Jacobsson - Anna Birkmaier
- Claus Holm - Vinzenz Heller, Pfarrer von Kirchfeld
- Annie Rosar - Brigitte, Pfarrersköchin
- Heinrich Gretler - Sepp Riedl, Gastwirt
- Elise Aulinger - Mutter Riedl
- Kurt Heintel - Michi Ambacher
- Hansi Knoteck - Frau Stricher, Kriegerswitwe
- Helen Vita - Zenzi, Kelalnerin
- Fritz Genschow - Franz Wagner, Eisenbahner
- Hans Reiser - Friedrich Ademeit, Pianist
- Franz Schafheitlin - Oberstaatsanwalt
- Olga Limburg - Oberin
- Peter Feldt - Karli